# Rick Davis
Richard Dean Davis (nacido el 24 de noviembre de 1958 en Denver, Colorado) es un exfutbolista estadounidense, capitán de la selección nacional en gran parte de los años 1980. Es considerado para los fanáticos como el mejor jugador nacido en los Estados Unidos en la North American Soccer League.
Actualmente figura como miembro de la National Soccer Hall of Fame.

## Selección nacional
Davis jugó 35 partidos y anotó 7 goles con la selección estadounidense. Su primer encuentro fue en un amistoso jugado el 15 de septiembre de 1977 frente a El Salvador donde culminó con un triunfo por 2-1. Participó con la selección olímpica en los juegos de Los Ángeles de 1984 y en Seúl de 1988.

### Participaciones en Juegos Olímpicos
| Torneo                   | Sede        | Resultado    |
| ------------------------ | ----------- | ------------ |
| Juegos Olímpicos de 1984 | Los Ángeles | Primera fase |
| Juegos Olímpicos de 1988 | Seúl        | Primera fase |

## Clubes
| Club                        | País           | Año         |
| --------------------------- | -------------- | ----------- |
| New York Cosmos             | Estados Unidos | 1978 - 1984 |
| New York Cosmos (indoor)    | Estados Unidos | 1981 - 1982 |
| St. Louis Steamers (indoor) | Estados Unidos | 1983 - 1986 |
| New York Express (indoor)   | Estados Unidos | 1986 - 1987 |
| Tacoma Stars (indoor)       | Estados Unidos | 1987 - 1990 |
| Seattle Storm               | Estados Unidos | 1989        |